# Zidanta II.
Zidanta II. je bil hetitski kralj (Srednje kraljestvo), ki je vladal sredi 15. stoletja pr. n. št.

## Življenje
Zidanta II. je bil verjetno nečak Hantilija II. in imel ženo Jajo. S paritetnim sporazumom je sklenil mir s kraljem sosednje KIzuvatne. Sporazum je zadnji sporazum o enakopravnosti,  ki sta ga sklenila  hetitski kralj in kralj Kizuvatne
Nasledil ga je Huzija II. Morebitne sorodstvene vezi med njima niso jasne.

## Sklica
1. ↑  "List of rulers of Anatolia". Pridobljeno 28. aprila  2011.
2. ↑  "Kingdoms of Anatolia". Pridobljeno 28. aprila  2011.

| Zidanta II.             |                                                                  |                       |
| Vladarski nazivi        |                                                                  |                       |
| Predhodnik: Hantili II. | Kralj Hetitov (Srednje kraljestvo) sredi 15. stoletja pr. n. št. | Naslednik: Huzija II. |